# Misaki Doi
Misaki Doi (japanisch 土居 美咲 Doi Misaki; * 29. April 1991 in Ōamishirasato) ist eine ehemalige japanische Tennisspielerin.

## Karriere

### Frühe Jahre: 2007 bis 2010
Misaki Doi begann im Alter von sechs Jahren mit dem Tennissport und feierte als Juniorin vor allem im Doppel Erfolge. 2007 erreichte sie gemeinsam mit ihrer Landsfrau Kurumi Nara in Wimbledon das Finale des Juniorinnenwettbewerbs, im folgenden Jahr bei den Australian Open an der Seite von Elena Bogdan. Bereits 2006 sammelte sie erste Erfahrungen auf dem ITF Women’s Circuit, auf der sie 2009 ihren ersten Profititel erringen konnte. Aufgrund konstant guter Ergebnisse bei ITF-Turnieren in Japan, spielte sich Doi in der Weltrangliste schnell nach oben und beendete die Saison in den Top 200.
Dies berechtigte sie dazu, im folgenden Jahr in der Qualifikation zu allen vier Grand-Slam-Turnieren teilzunehmen, wobei ihr in Paris erstmals der Sprung ins Hauptfeld gelang; in der ersten Runde war sie gegen Polona Hercog jedoch chancenlos. Im Herbst erhielt sie erstmals eine Wildcard für die Qualifikationsrunde zum WTA-Premier-Turnier in Tokio und konnte im Anschluss beim ITF-Turnier der $75.000-Kategorie in Toyota nach einem Finalsieg über Junri Namigata ihren bis dahin größten Titel feiern.

### Erste Erfolge auf der WTA Tour: 2011 bis 2013
2011 überraschte sie als Qualifikantin mit dem Erreichen der dritten Runde in Wimbledon, in der sie an Sabine Lisicki scheiterte. Im Jahr darauf stand Doi in Osaka zum ersten Mal ins Halbfinale eines WTA-Turniers, verlor dort jedoch gegen Heather Watson. Nach der Teilnahme an einem weiteren Halbfinale beim WTA Challenger in Taipeh, wurde sie zum Abschluss der Saison 2012 erstmals in den Top 100 der Welt gelistet.
2013 gelang Doi im Auftaktmatch gegen Varvara Lepchenko der erste Hauptfelderfolg in Tokio. Zuvor kam sie aus der Qualifikation heraus bereits in Peking in die zweite Runde, wo sie Sara Errani unterlag. In Nanjing konnte sie gemeinsam mit Xu Yifan ihren ersten Doppeltitel auf der Challenger Tour feiern.

### Karrierehöhepunkte: 2015 und 2016
Im Anschluss an eine schwächere Saison 2014, in der ihr bei vier Grand-Slam-Auftritten lediglich in London nach einem Erfolg über Elina Switolina, mit der sie davor zusammen in Istanbul durch einen Sieg über Oksana Kalaschnikowa und Paula Kania ihren ersten WTA-Titel im Doppel errang, der Sprung in die zweite Runde gelang, präsentierte sich Doi zum Ende der Saison 2015 in herausragender Verfassung. In Tokio konnte sie zunächst an der Seite ihrer Landsfrau Kurumi Nara in ihr zweites WTA-Finale im Doppel vorstoßen, jedoch verloren die beiden gegen Chan Yung-jan und Chan Hao-ching. Nach zuvor fünf Niederlagen am Stück, konnte sie in Luxemburg gleich bei ihrer ersten Finalteilnahme auf der WTA Tour im Endspiel gegen Mona Barthel ihren ersten und bislang einzigen Titel holte. Der Triumph läutete die stärkste Phase in Dois Karriere ein, die noch am Ende der Saison beim WTA Challenger in Taipeh ein weiteres Finale erreichte.
Im Jahr darauf konnte sie erstmals auf allen Kontinenten und Spielbelägen Erfolge verbuchen. So erzielte sie zu Saisonbeginn 2016 in Kaohsiung ihr zweites WTA-Finale, das sie dieses Mal glatt gegen Venus Williams verlor, und gewann in San Antonio nach einem Erfolg über Anna-Lena Friedsam im Finale ihren ersten Einzeltitel auf der WTA Challenger Series. Beim Premier-Turnier in Rom überraschte sie erstmals auch auf Sandplatz und zog nach einem Sieg über Johanna Konta ins Viertelfinale ein, wo sie sich Irina-Camelia Begu in zwei Sätzen geschlagen geben musste. In Wimbledon erreichte Doi danach unter anderem nach einem Triumph über Karolína Plíšková ihr erstes Grand-Slam-Achtelfinale, in dem sie gegen Angelique Kerber chancenlos unterlag. Auch bei den Olympischen Spielen in Rio de Janeiro ging sie an den Start und kam dort im Einzel in die zweite Runde, in der sie gegen Samantha Stosur ausschied. Im Doppel trat sie zusammen mit Eri Hozumi an und setzten sich in der Auftaktrunde überraschend gegen die an Position zwei gesetzten Französinnen Kristina Mladenovic und Caroline Garcia durch, bevor sie in ihrem zweiten Match an Darja Kassatkina und Swetlana Kusnezowa aus Russland scheiterten. Im Herbst erreichte sie trotz einer Auftaktniederlage bei den US Open mit Platz 30 ihre bisher beste Karriereposition und beendete die Saison erstmals in ihrer Laufbahn unter den Top 40 der Welt.

### Seit 2017
Doi ist es seitdem nicht mehr gelungen, über den Verlauf einer gesamten Saison konstant gute Leistungen zu erbringen. Im Jahr darauf konnte sie ihre Punkte nicht ansatzweise verteidigen, verlor gar bei allen vier Grand-Slam-Turnieren in der ersten Runde und fiel zum Ende des Jahres aus den Top 100 der Weltrangliste heraus. Dennoch gelang ihr in der ersten Runde des Premier Mandatory-Turniers von Madrid gegen Madison Keys ihr erster und bislang einziger Sieg gegen eine Top-10-Spielerin. Trotz des Erfolgs beim ITF-Turnier der $100.000-Kategorie in Vancouver, verpasste sie 2018 den sofortigen Wiedereinzug unter die besten 100 der Welt. In Newport Beach konnte sie mit Jil Teichmann zusammen jedoch ihren zweiten WTA Challenger-Titel im Doppel einfahren. Erst 2019 konnte sie auch auf der WTA Tour wieder mit Hauptfelderfolgen in Indian Wells und Miami überzeugen. Beim WTA Challenger in Båstad holte sie dann sowohl den Titel im Einzel, wo sie im Endspiel einen Zweisatzsieg über Danka Kovinić landete, als auch, zum insgesamt dritten Mal auf der Challenger Tour, im Doppel an der Seite von Natalja Wichljanzewa. In Hiroshima gelang Doi im Anschluss ihre dritte WTA-Finalteilnahme im Einzel. Zwar unterlag sie im Finale ihrer Landsfrau Nao Hibino, konnte mit dieser zusammen aber anschließend nach einem Endspielsieg über Christina McHale und Walerija Sawinych den Doppeltitel erringen und wurde zum Ende der Saison 2019 wieder in den Top 100 der Welt geführt.
Vor dem coronabedingten Saisonabbruch im März, stand sie beim WTA Challenger in Indian Wells noch einmal in einem Endspiel, scheiterte dort jedoch glatt in zwei Sätzen an Irina-Camelia Begu. Bei den Australian Open stieß sie im Doppel an der Seite von Monica Niculescu erstmals ins Achtelfinale eines Grand-Slam-Turniers vor. Wenngleich sie nach Wiederaufnahme der Saison nicht mehr an ihre gute Form anknüpfen konnte, überwinderte Doi Ende 2020 zum sechsten Mal innerhalb der Top 100.
Bei den Olympischen Sommerspielen in Tokio zog sie im Einzelwettbewerb nach einem Sieg über Renata Zarazúa in die zweite Runde ein, in der sie der späteren Goldmedaillengewinnerin Belinda Bencic unterlag. Mit einem Sieg über Storm Sanders gelang Doi im Anschluss nach insgesamt 14 Niederlagen im Hauptfeld von Grand-Slam-Turnieren in Folge bei den US Open endlich wieder das Erreichen der zweiten Runde. Sie beendete die Saison mit einem Titelgewinn bei einem ITF-Turnier der $80.000-Kategorie in Tyler.
Zum Beginn des Jahres 2022 stand Doi in Adelaide zum ersten Mal in ihrer Laufbahn im Halbfinale eines WTA 500-Turniers.
Ende September 2023 beendete sie ihre Karriere.
2011 wurde Doi beim 2:1-Sieg gegen Kasachstan erstmals für die japanische Fed-Cup-Mannschaft nominiert. Seitdem hat sie für ihr Land insgesamt 22 Partien im Einzel und Doppel bestritten, von denen sie elf gewinnen konnte (Einzelbilanz 10:9).

## Turniersiege

### Einzel
| Nr. | Datum             | Turnier     | Kategorie         | Belag             | Finalgegnerin      | Ergebnis       |
| --- | ----------------- | ----------- | ----------------- | ----------------- | ------------------ | -------------- |
| 1.  | 28. März 2009     | Kōfu        | ITF $10.000       | Hartplatz         | Erika Sema         | 7:5, 6:2       |
| 2.  | 12. Juli 2009     | Tokio       | ITF $10.000       | Teppich           | Sachie Ishizu      | 6:1, 6:4       |
| 3.  | 28. November 2010 | Toyota      | ITF $75.000+H     | Teppich (Halle)   | Junri Namigata     | 7:5, 6:2       |
| 4.  | 27. April 2014    | Seoul       | ITF $50.000       | Hartplatz         | Misa Eguchi        | 6:1, 7:63      |
| 5.  | 11. Januar 2015   | Hongkong    | ITF $50.000       | Hartplatz         | Zhang Kailin       | 6:3, 6:3       |
| 6.  | 25. Oktober 2015  | Luxemburg   | WTA International | Hartplatz (Halle) | Mona Barthel       | 6:4, 6:77, 6:0 |
| 7.  | 19. März 2016     | San Antonio | WTA Challenger    | Hartplatz         | Anna-Lena Friedsam | 6:4, 6:2       |
| 8.  | 17. Juni 2018     | Kōfu        | ITF $25.000       | Hartplatz         | Lisa-Marie Rioux   | 6:2, 6:3       |
| 9.  | 19. August 2018   | Vancouver   | ITF $100.000      | Hartplatz         | Heather Watson     | 6:74, 6:1, 6:4 |
| 10. | 14. Juli 2019     | Båstad      | WTA Challenger    | Sand              | Danka Kovinić      | 6:4, 6:4       |
| 11. | 31. Oktober 2021  | Tyler       | ITF W80           | Hartplatz         | Harriet Dart       | 7:65, 6:2      |

### Doppel
| Nr. | Datum              | Turnier       | Kategorie         | Belag           | Partnerin            | Finalgegnerinnen                       | Ergebnis          |
| --- | ------------------ | ------------- | ----------------- | --------------- | -------------------- | -------------------------------------- | ----------------- |
| 1.  | 20. Juli 2008      | Miyazaki      | ITF $25.000       | Teppich         | Kurumi Nara          | Kimiko Date-Krumm Tomoko Yonemura      | 4:6, 6:3, [10:7]  |
| 2.  | 9. Mai 2010        | Fukuoka       | ITF $50.000       | Rasen           | Kotomi Takahata      | Marina Eraković Alexandra Panowa       | 6:4, 6:4          |
| 3.  | 3. November 2013   | Nanjing       | WTA Challenger    | Hartplatz       | Xu Yifan             | Jaroslawa Schwedowa Zhang Shuai        | 6:1, 6:4          |
| 4.  | 23. November 2013  | Toyota        | ITF $75.000+H     | Teppich (Halle) | Shūko Aoyama         | Eri Hozumi Makoto Ninomiya             | 7:61, 2:6, [11:9] |
| 5.  | 20. Juli 2014      | Istanbul      | WTA International | Hartplatz       | Elina Switolina      | Oksana Kalaschnikowa Paula Kania       | 6:4, 6:0          |
| 6.  | 27. Januar 2018    | Newport Beach | WTA Challenger    | Hartplatz       | Jil Teichmann        | Jamie Loeb Rebecca Peterson            | 7:64, 1:6, [10:8] |
| 7.  | 18. Februar 2018   | Surprise      | ITF $25.000       | Hartplatz       | Yanina Wickmayer     | Jacqueline Cako Caitlin Whoriskey      | 2:6, 6:3, [10:8]  |
| 8.  | 16. Juni 2018      | Kōfu          | ITF $25.000       | Hartplatz       | Misa Eguchi          | Megumi Nishimoto Kotomi Takahata       | 6:3, 6:72, [10:8] |
| 9.  | 15. Juli 2018      | Honolulu      | ITF $60.000       | Hartplatz       | Jessica Pegula       | Taylor Johnson Ashley Lahey            | 7:64, 6:3         |
| 10. | 20. Oktober 2018   | Suzhou        | ITF $100.000      | Hartplatz       | Nao Hibino           | Luksika Kumkhum Peangtarn Plipuech     | 6:2, 6:3          |
| 11. | 13. Juli 2019      | Båstad        | WTA Challenger    | Sand            | Natalja Wichljanzewa | Alexa Guarachi Danka Kovinić           | 7:5, 6:74, [10:7] |
| 12. | 14. September 2019 | Hiroshima     | WTA International | Hartplatz       | Nao Hibino           | Christina McHale Walerija Sawinych     | 3:6, 6:4, [10:4]  |
| 13. | 8. Juli 2022       | Båstad        | WTA Challenger    | Sand            | Rebecca Peterson     | Mihaela Buzărnescu Irina Chromatschowa | kampflos          |

## Abschneiden bei Grand-Slam-Turnieren

### Einzel
| Turnier         | 2010 | 2011 | 2012 | 2013 | 2014 | 2015 | 2016 | 2017 | 2018 | 2019 | 2020 | 2021 | 2022 | 2023 | Karriere |
| --------------- | ---- | ---- | ---- | ---- | ---- | ---- | ---- | ---- | ---- | ---- | ---- | ---- | ---- | ---- | -------- |
| Australian Open | Q1   | Q2   | Q1   | 2    | 1    | Q2   | 1    | 1    | Q1   | 1    | 1    | 1    | 1    | Q2   | 2        |
| French Open     | 1    | Q2   | Q2   | 1    | 1    | 2    | 1    | 1    | Q1   | 1    | 1    | 1    | 1    | —    | 2        |
| Wimbledon       | Q3   | 3    | 1    | 1    | 2    | 1    | AF   | 1    | —    | Q2   |      | 1    | 1    | —    | AF       |
| US Open         | Q2   | 1    | Q1   | 1    | 1    | 2    | 1    | 1    | Q1   | 1    | 1    | 2    | Q3   | —    | 2        |

Zeichenerklärung: S = Turniersieg; F, HF, VF, AF = Einzug ins Finale / Halbfinale / Viertelfinale / Achtelfinale; 1, 2, 3 = Ausscheiden in der 1. / 2. / 3. Hauptrunde; Q1, Q2, Q3 = Ausscheiden in der 1. / 2. / 3. Qualifikationsrunde; nicht ausgetragen

### Doppel
| Turnier         | 2013 | 2014 | 2015 | 2016 | 2017 | 2018 | 2019 | 2020 | 2021 | 2022 | Karriere |
| --------------- | ---- | ---- | ---- | ---- | ---- | ---- | ---- | ---- | ---- | ---- | -------- |
| Australian Open | 1    | 1    | —    | 1    | 1    | —    | —    | AF   | 1    | —    | AF       |
| French Open     | 2    | —    | —    | 2    | 1    | —    | —    | 2    | 2    | AF   | AF       |
| Wimbledon       | —    | —    | 1    | 2    | 2    | —    | —    |      | 2    | —    | 2        |
| US Open         | —    | 2    | —    | 1    | 2    | —    | —    | —    | 1    | —    | 2        |

## Weltranglistenpositionen am Saisonende
| Jahr   | 2008 | 2009 | 2010 | 2011 | 2012 | 2013 | 2014 | 2015 | 2016 | 2017 | 2018 | 2019 | 2020 | 2021 |
| ------ | ---- | ---- | ---- | ---- | ---- | ---- | ---- | ---- | ---- | ---- | ---- | ---- | ---- | ---- |
| Einzel | 613  | 200  | 158  | 106  | 97   | 89   | 122  | 60   | 38   | 119  | 139  | 74   | 82   | 105  |
| Doppel | 593  | 311  | 250  | 518  | 795  | 158  | 101  | 172  | 166  | 192  | 109  | 110  | 80   | 113  |